# Bharati Mukherjee

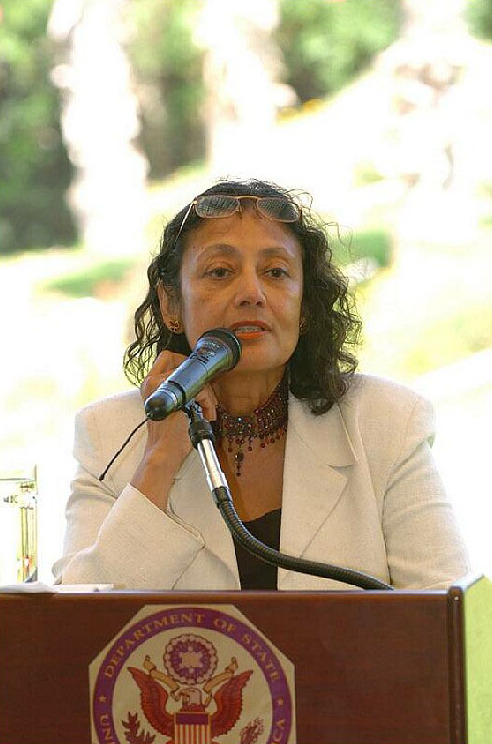
Mukherjee im Jahr 2004 in der Residenz des amerikanischen Botschafters in Israel

Bharati Mukherjee (* 27. Juli 1940 in Kolkata; † 28. Januar 2017 in New York City) war eine indisch-US-amerikanische Schriftstellerin.

## Leben
Mukherjee wurde in Kolkata in eine bengalische Brahmanen-Familie, also als Angehörige der höchsten Kaste, geboren. Nach der indischen Unabhängigkeit verließ die Familie das Land und ging nach Europa, kehrte jedoch Anfang der 1950er Jahre zurück. Sie besuchte die Loreto School, eine von irischen Nonnen geleitete katholische Schule, und studierte danach Anglistik und Altindische Kulturwissenschaft. Sie erlangte einen 1959 einen B.A. an der University of Calcutta und 1961 einen M.A. an der Maharaja Sayajirao University of Baroda. Danach ging sie an die University of Iowa, wo sie 1963 einen M.F.A. (Master of Fine Arts) in Kreativem Schreiben erlangte und 1969 in englischer und vergleichender Literaturwissenschaft promovierte.
1963 heiratete sie den amerikanischen Schriftsteller Clark Blaise und zog mit ihm 1966 nach Kanada, wo sie an der McGill University ihre akademische Karriere begann. Nach 14 Jahren in Montreal und Toronto kehrte sie 1980 in die USA zurück; ein Grund dafür war die öffentlich geleugnete, aber von ihr wahrgenommene zunehmende Xenophobie in Kanada. Diese Rückkehr sah sie selbst als entscheidenden Wendepunkt in ihrem Leben und ihrer Karriere an. Eine Einladung an die Emory University in Atlanta als Writer in residence beendete eine jahrelange Schreibpause und bedeutete ihren Durchbruch als Kurzgeschichten-Autorin: Innerhalb dreier Monate schrieb sie die meisten Geschichten, die in dem Band Darkness veröffentlicht wurden. Weitere Stationen ihrer Lehrtätigkeit waren das Skidmore College, das Queens College, die City University of New York sowie die University of California, Berkeley (als distinguished professor).
Mukherjee sah sich selbst als amerikanische Autorin, nicht als indische Emigrations-Schriftstellerin. Sie schrieb über Heimat- und Sprachverlust, über den Alltag von Migranten in den USA und über Gewalt in der amerikanischen Gesellschaft. Sie thematisierte, wie Kulturwechsel und Migration die Identität einer Person neu bestimmen können. Ihre Hauptfiguren (und deren Namen) verweisen oft auf die hinduistische Götterwelt.
Für ihren Kurzgeschichten-Band The Middleman and Other Stories gewann sie den National Book Critics Circle Award 1988. Mukherjee wurde 1993 in die American Academy of Arts and Sciences gewählt.
2017 starb Mukherjee infolge einer Stress-Kardiomyopathie.

## Werke

### Romane
- The Tiger's Daughter (1971)
- Wife (1975)
- Jasmine (1989, dt. Titel: Jasmine, übersetzt von Eva Müller-Tuckwiller, 1991)
- The Holder of the World (1993, dt. Titel: Die Träne des Grossmoguls, übersetzt von Irene Rumler, 1995)
- Leave It to Me (1997)
- Desirable Daughters (2002)
- The Tree Bride (2004)
- Miss New India (2011)

### Kurzgeschichten-Sammlungen
- Darkness (1985)
- The Middleman and Other Stories (1988)
- A Father
- The Management of Grief

### Sachbücher
- Days and Nights in Calcutta (autobiografischer Reisebericht, 1977, mit Clark Blaise)
- The Sorrow and the Terror: The Haunting Legacy of the Air India Tragedy (1987, mit Clark Blaise)
- Political Culture and Leadership in India (1991)
- Regionalism in Indian Perspective (1992)